# Општина Олтенешти (Васлуј)
Олтенешти (рум. Olteneşti) општина је у Румунији у округу Васлуј.
Oпштина се налази на надморској висини од 137 m.